# چای‌کایا (بسنی)
چای‌کایا {{ترکی|Çaykaya) (به کردی: Kewcalî) یک منطقهٔ مسکونی در ترکیه است که در بسنی واقع شده‌است.